# 刘国梁 (1910年)
刘国梁（1910年—1975年），陕西省绥德县人。曾用名刘国良。中国共产党高级干部。是怀柔首任县委书记。

## 生平
1935年任红二十八军政治部地方工作科科长。参加了东征、西征战役。
1937年8月任八路军第一二〇师政治部民运股股长，雁北支队民运科科长。1938年4月22日，在晋察冀军区邓华支队初步建成平西抗日根据地后，八路军总部即指示宋时轮率第一二○师雁北支队1500人东进平西，与邓华支队会合，以开辟平北、冀东“敌后之敌后”。1938年5月27日，邓华支队与宋时轮支队在平西斋堂、杜家庄地区合编成八路军第四纵队，刘国梁任纵队民运科科长。挺进平北地区后，1938年6月在怀柔县头道梁村建立平北第一个中共县级领导机构“滦昌怀联合县”，刘国梁任县工委书记。1938年10月，刘国梁率部撤回平西抗日根据地。1939年7、8月，冀热察挺进军司令员萧克派遣派平北游击一支队（前身为延庆、怀来一带的土匪武装“黑马队”。司令员孙洪元、政委刘国梁、政治部主任蔡平）护送地方干部第二次挺进平北，在永定河以北连续作战，在延庆县马刨泉村时，被日伪军包围，部队伤亡很大。冀热察挺进军给平北游记第一支队补充了两个连，继续北上。刘国梁1940年入抗大二分校学习。1941年至1944年任冀热察挺进军第九团政治处主任、政委。1945年初进中央党校学习，作为晋察冀代表参加中共七大。
1945年10月至1946年6月任“冀察(刘道生)纵队”第八旅政委。1946年6月至11月任冀察纵队独立第五旅政委。1947年12月至1949年1月任晋察冀第二纵队政治部主任。1949年2月第二纵队改称第六十七军，继续任政治部主任。
1950年转业，任天津铁路管理局副局长、局长。1956年1月至1958年12月任北京铁路管理局局长兼党委书记。